# Itauguá
Itauguá (Guaraní Ytaygua) ist eine Stadt und Distrikt im Departamento Central in Paraguay 30 km von Asunción entfernt. Er hat 106.200 Einwohner. Sie wird die Hauptstadt des Ñanduti genannt.

## Geschichte
Itauguá wurde am 27. Juni 1728 von Gouverneur Martín de Barúa Picazza unter dem Namen Nuestra Señora del Rosario de Itauguá gegründet. Vor der offiziellen Ortsgründung waren dort aber schon Ureinwohner in einfachen Hütten, genannt tapyi, am Bach Itay ansässig. Diese Einwohner wurden in Gruppen aufgerufen, eine Zeitlang in Asunción zu arbeiten, um danach wieder in ihre Hütten zurückzukehren. Bezahlt wurden sie mit Naturalien und Kleidung. Im Jahr 1761 zählte der Ort etwa 1.000 Einwohner, vorwiegend Guaraníes. 1795 lebten dort schon 2235 Menschen. Gegen Anfang des 20. Jahrhunderts kamen Einwanderer aus Europa und dem Nahen Osten dazu. Der Distrikt blieb lange Zeit wenig entwickelt. Erst 1972 wurde die Elektrizität, ab 1975 gepflasterte Straßen und 1980 fließendes Trinkwasser eingeführt. 1991 eröffnete das Gran Hospital Nacional Krankenhaus.

## Wirtschaft
Die Stadt ist ursprünglich für das Kunsthandwerk der Ñanduti sowie den Erdbeeranbau bekannt, hat sich in letzter Zeit aber in eine Industriezone verwandelt mit 140 mittleren und großen Unternehmen, wie der koreanische Autoteilehersteller THN, der allein 1300 Arbeitsplätze geschaffen hat. Es gibt außerdem eine Kühlschrank-, Keramik- und Fadenfabrik, ein Großunternehmen der Samenverarbeitung sowie einen Logistikpark.

## Persönlichkeiten
- Bernard von Bredow (1959–2021), deutscher Amateurwissenschaftler; lebte bis zu seiner Ermordung einige Jahre in Itauguà
- Nelson Cabrera (* 1983), paraguayisch-bolivianischer Fußballspieler
- José Montiel (* 1988), Fußballspieler
- Jessica Martínez (* 1999), Fußballspielerin
- Alexis Duarte (* 2000), Fußballspieler
- Braian Ojeda (* 2000), Fußballspieler